# Lista domnilor Moldovei
Aceasta este lista completă a domniilor în Moldova de la descălecatul lui Dragoș, până la Alexandru Ioan Cuza, prin care se realizează unirea din 1859 cu Țara Românească.

### Secolul al XIV-lea
| N   | Nume            | Supranumit           | Domnie     | Domnie | Domnie     | Născut           | Decedat           | Dinastia      | Cometariu |
| --- | --------------- | -------------------- | ---------- | ------ | ---------- | ---------------- | ----------------- | ------------- | --------- |
| 1.  | Dragoș I        |                      | cca. 1347  | —      | cca. 1354  | dată necunoscută | cca. 1354         | Drăgoșeștilor |           |
| 2.  | Sas             |                      | cca. 1354  | —      | cca. 1363  | dată necunoscută | cca. 1363         | Drăgoșeștilor |           |
| 3.  | Balc            |                      | cca. 1363  | —      | cca. 1363  | dată necunoscută | 1399              | Drăgoșeștilor |           |
| 4.  | Bogdan I        | Bogdan Întemeietorul | cca. 1363  | —      | 1367       | înainte 1307     | 1367              | Bogdăneștilor |           |
| 5.  | Petru I         |                      | 1367       | —      | VII.1368   | dată necunoscută | iulie 1368        | Bogdăneștilor |           |
| 6.  | Lațcu           |                      | VII.1368   | —      | 1373       | cca. 1345        | 1373              | Bogdăneștilor |           |
| 7.  | Costea          |                      | 1373       | —      | 1375       | cca. 1328        | cca. 1387         | Mușatinilor   |           |
| 8.  | Petru al II-lea | Petru Mușat          | 1375       | —      | XII.1391   | dată necunoscută | decembrie 1391    | Mușatinilor   |           |
| 9.  | Roman I         | Roman Mușat          | XII.1391   | —      | III.1394   | dată necunoscută | martie 1394       | Mușatinilor   |           |
| 10. | Ștefan I        |                      | XII.1394   | —      | 28.11.1399 | cca. 1364        | 28 noiembrie 1399 | Mușatinilor   |           |
| 11. | Iuga Ologul     |                      | 28.11.1399 | —      | 29.06.1400 | dată necunoscută | 19 iulie 1400     | Mușatinilor   |           |

### Secolul al XV-lea
| N   | Nume                                             | Supranumit        | Domnie     | Domnie | Domnie      | Născut           | Decedat           | Dinastia    | Cometariu |
| --- | ------------------------------------------------ | ----------------- | ---------- | ------ | ----------- | ---------------- | ----------------- | ----------- | --------- |
| 12. | Alexandru I                                      | Alexandru cel Bun | 29.06.1400 | —      | 01.01.1432  | cca. 1375        | 1 ianuarie 1432   | Mușatinilor |           |
| 13. | Iliaș I (1x)                                     |                   | I.1432     | —      | IX.1433     | 29 iulie 1409    | 23 aprilie 1448   | Mușatinilor |           |
| 14. | Ștefan al II-lea (1x)                            |                   | IX.1433    | —      | 04.08.1435  | cca. 1410        | 22 iulie 1447     | Mușatinilor |           |
| 15. | → Iliaș I (2x)                                   |                   | 04.08.1435 | —      | 08.03.1436  |                  |                   | Mușatinilor |           |
| 16. | → Iliaș I (3x) și Ștefan al II-lea (2x)          |                   | 08.03.1436 | —      | 01.08.1442  |                  |                   | Mușatinilor |           |
| 17. | → Ștefan al II-lea (3x)                          |                   | 01.08.1442 | —      | V.1444      |                  |                   | Mușatinilor |           |
| 18. | → Ștefan al II-lea (4x) și Petru al III-lea (1x) |                   | V.1444     | —      | 1445        | 1422             | 1452              | Mușatinilor |           |
| 19. | → Ștefan al II-lea (5x)                          |                   | 1445       | —      | 13.07.1447  |                  |                   | Mușatinilor |           |
| 20. | Roman al II-lea (1x)                             |                   | 13.07.1447 | —      | 22.08.1447  | 1426             | 2 iulie 1448      | Mușatinilor |           |
| 21. | → Petru al III-lea (2x)                          |                   | 22.08.1447 | —      | 23.12.1447  |                  |                   | Mușatinilor |           |
| 22. | → Roman al II-lea (2x)                           |                   | 23.12.1447 | —      | II/IV. 1448 |                  |                   | Mușatinilor |           |
| 23. | → Petru al III-lea (3x)                          |                   | 05.04.1448 | —      | 10.10.1448  |                  |                   | Mușatinilor |           |
| 24. | Ciubăr Vodă                                      |                   | 10.10.1448 | —      | XII.1448    | dată necunoscută | dată necunoscută  |             |           |
| 25. | Alexandru al II-lea (1x)                         | Alexăndrel        | XII.1448   | —      | 12.10.1449  | cca. 1429/1438   | 25 mai 1455       | Mușatinilor |           |
| 26. | Bogdan al II-lea                                 |                   | 12.10.1449 | —      | 15.10.1451  | 1409             | 15 octombrie 1451 | Mușatinilor |           |
| 27. | Petru Aron (1x)                                  |                   | 15.10.1451 | —      | 24.02.1452  | 1422             | 1469              | Mușatinilor |           |
| 28. | → Alexandru al II-lea (2x)                       | Alexăndrel        | 24.02.1452 | —      | 22.08.1454  |                  |                   | Mușatinilor |           |
| 29. | → Petru Aron (2x)                                |                   | 25.08.1454 | —      | II.1455     |                  |                   | Mușatinilor |           |
| 30. | → Alexandru al II-lea (3x)                       | Alexăndrel        | II.1455    | —      | 25.03.1455  |                  |                   | Mușatinilor |           |
| 31. | → Petru Aron (3x)                                |                   | 25.03.1455 | —      | 12.04.1457  |                  |                   | Mușatinilor |           |
| 32. | Ștefan al III-lea                                | Ștefan cel Mare   | 12.04.1457 | —      | 02.07.1504  | 1438/1439        | 2 iulie 1504      | Mușatinilor |           |

### Secolul al XVI-lea
| N                                                                 | Nume                       | Supranumit                                                      | Domnie      | Domnie | Domnie        | Născut            | Decedat            | Dinastia      | Cometariu |
| ----------------------------------------------------------------- | -------------------------- | --------------------------------------------------------------- | ----------- | ------ | ------------- | ----------------- | ------------------ | ------------- | --------- |
| 33.                                                               | Bogdan al III-lea          | Bogdan cel Orb                                                  | 02.07.1504  | —      | 20.04.1517    | 9 martie 1479     | 20 aprilie 1517    | Mușatinilor   |           |
| 34.                                                               | Ștefan al IV-lea           | Ștefăniță, Ștefăniță Vodă cel Tânăr                             | 22.04.1517  | —      | 14.01.1527    | 1506              | 14 ianuarie 1527   | Mușatinilor   |           |
| 35.                                                               | Petru al IV-lea (1x)       | Petru Rareș                                                     | 20.01.1527  | —      | 18.09.1538    | 1483              | 3 septembrie 1546  | Mușatinilor   |           |
| 36.                                                               | Ștefan al V-lea            | Ștefan Lăcustă                                                  | 18.09.1538  | —      | XII.1540      | 1496              | decembrie 1540     | Mușatinilor   |           |
| 37.                                                               | Alexandru al III-lea       | Alexandru Cornea                                                | XII.1540    | —      | 05.03.1541    | 1490              | 5 martie 1541      | Mușatinilor   |           |
| 38.                                                               | → Petru al IV-lea (2x)     | Petru Rareș                                                     | 19.02.1541  | —      | 03.09.1546    |                   |                    | Mușatinilor   |           |
| 39.                                                               | Iliaș al II-lea            | Iliaș Rareș                                                     | 03.09.1546  | —      | 11.06.1551    | cca. 1530         | 1562               | Mușatinilor   |           |
| 40.                                                               | Ștefan al VI-lea           | Ștefan Rareș, Ștefan cel Tânăr                                  | 24.05.1551  | —      | 01.09.1552    | 1531              | 1 septembrie 1552  | Mușatinilor   |           |
| 41.                                                               | Ioan Joldea                |                                                                 | 04.09.1552  | —      | 12.09.1552    | dată necunoscută  | dată necunoscută   |               |           |
| 42.                                                               | Alexandru al IV-lea        | Alexandru Lăpușneanu                                            | IX.1552     | —      | 18.11.1561    | 1499              | 5 mai 1568         | Mușatinilor   |           |
| 43.                                                               | Ioan Iacob Heraclid        | Despot Vodă                                                     | 18.11.1561  | —      | 05.11.1563    | 18 noiembrie 1511 | 15 noiembrie 1563  | Heraclid      |           |
| 44.                                                               | Ștefan al VII-lea          | Ștefan Tomșa I                                                  | 09.08.1563  | —      | III.1564      | dată necunoscută  | 5 mai 1564         | Tomșa         |           |
| 45.                                                               | → Alexandru al IV-lea (2x) | Alexandru Lăpușneanu                                            | III.1564    | —      | 09.03.1568    |                   |                    | Mușatinilor   |           |
| 46.                                                               | Bogdan al V-lea            | Bogdan Lăpușneanu                                               | III.1568    | —      | II.1572       | 19 mai 1555       | iulie 1574         | Mușatinilor   |           |
| 47.                                                               | Ioan al III-lea            | Ioan Vodă cel Viteaz, Ioan Vodă cel Cumplit, Ioan Vodă Armeanul | 15.02.1572  | —      | 11.06.1574    | 1 ianuarie 1521   | 14 iunie 1574      | Mușatinilor   |           |
| 48.                                                               | Petru al V-lea             | Petru Șchiopul                                                  | 11.06.1574  | —      | 08.11.1577    | 1537              | 1 iulie 1594       | Drăculeștilor |           |
| 49.                                                               | Ioan al IV-lea             | Ioan Potcoavă                                                   | 18.11.1577. | —      | XII.1577      | dată necunoscută  | 16 iunie 1578      |               |           |
| 50.                                                               | → Petru al V-lea (2x)      | Petru Șchiopul                                                  | 13.12.1577  | —      | 09.02.1578    |                   |                    | Drăculeștilor |           |
| 51.                                                               | Alexandru Potcoavă         |                                                                 | 09.02.1578  | —      | 12/13.03.1578 | dată necunoscută  | 1578               |               |           |
| 52.                                                               | → Petru al V-lea (3x)      | Petru Șchiopul                                                  | 13.03.1578  | —      | 02.12.1578    |                   |                    | Drăculeștilor |           |
| 53.                                                               | Ioan al V-lea              | Iancu Sasul                                                     | 09.12.1579  | —      | 02/05.09.1582 | înainte de 1546   | 28 septembrie 1582 | Mușatinilor   |           |
| 54.                                                               | → Petru al V-lea (4x)      | Petru Șchiopul                                                  | 17.10.1582  | —      | 09/19.08.1591 |                   |                    | Drăculeștilor |           |
| Locotenență domnească — 29 septembrie 1591 — a. 26 decembrie 1591 |                            |                                                                 |             |        |               |                   |                    |               |           |
| 55.                                                               | Aron Vodă                  | Aron Tiranul                                                    | 26.12.1591  | —      | 25.06.1592    | cca. 1560         | iunie 1597         | Mușatinilor   |           |
| 56.                                                               | Petru Cazacul              |                                                                 | VI/VII.1592 | —      | 14.10.1592    |                   | 15 noiembrie 1592  | Mușatinilor   |           |
| 57.                                                               | → Aron Vodă (2x)           | Aron Tiranul                                                    | 18.10.1592  | —      | 05.05.1595    |                   |                    | Mușatinilor   |           |
| 58.                                                               | Ștefan Răzvan              |                                                                 | V.1595      | —      | 01.09.1595    |                   |                    |               |           |
| 59.                                                               | Ieremia Movilă             |                                                                 | VIII.1595   | —      | V.1600        | cca. 1555         | 10 iulie 1606      | Movilă        |           |
| 60.                                                               | Mihai Viteazul             |                                                                 | 16.05.1600  | —      | IX.1600       | 1558              | 19 august 1601     | Drăculeștilor |           |

### Secolul al XVII-lea
| N | Nume                          | Supranumit        | Domnie     | Domnie | Domnie     | Născut            | Decedat            | Dinastia      | Cometariu                                              |
| --- | ----------------------------- | ----------------- | ---------- | ------ | ---------- | ----------------- | ------------------ | ------------- | ------------------------------------------------------ |
| 61. | → Ieremia Movilă (2x)         |                   | IX.1600    | —      | 10.07.1606 |                   |                    | Movilă        |                                                        |
| 62. | Simion Movilă                 |                   | VII.1606   | —      | 24.09.1607 | dată necunoscută  | 14 septembrie 1607 | Movilă        |                                                        |
| 63. | Mihail Movilă (1x)            |                   | 24.09.1607 | —      | X.1607     | dată necunoscută  | 1608               | Movilă        |                                                        |
| 64. | Constantin Movilă (1x)        |                   | 10.07.1606 | —      | VII.1606   | cca. 1594         | iulie 1612         | Movilă        |                                                        |
| 65. | → Mihail Movilă (2x)          |                   | X.1607     | —      | XII.1607   |                   |                    | Movilă        |                                                        |
| 66. | → Constantin Movilă (2x)      |                   | XII.1607   | —      | XI.1611    |                   |                    | Movilă        |                                                        |
| 67. | Ștefan Tomșa al II-lea (1x)   |                   | 20.11.1611 | —      | 22.11.1615 | înainte de 1564   | după 1623          | Tomșa         |                                                        |
| 68. | Alexandru Movilă              |                   | 22.11.1615 | —      | 02.07.1616 | 1601              | 1620               | Movilă        |                                                        |
| 69. | Radu Mihnea                   |                   | 24.07.1616 | —      | 09.02.1619 | 1586              | 13 ianuarie 1626   | Drăculeștilor |                                                        |
| 70. | Gaspar Graziani               |                   | 04.02.1619 | —      | 10.09.1620 | 1575/1580         | 29 septembrie 1620 | Graziani      |                                                        |
| 71. | Alexandru Iliaș (1x)          |                   | 20.09.1620 | —      | IX.1621    | dată necunoscută  | 1666               | Mușatinilor   |                                                        |
| 72. | → Ștefan Tomșa al II-lea (2x) |                   | IX.1621    | —      | VIII.1623  |                   |                    | Tomșa         |                                                        |
| 73. | → Radu Mihnea (2x)            |                   | 04.08.1623 | —      | 13.01.1626 | 1586              | 13 ianuarie 1626   | Drăculeștilor |                                                        |
| 74. | Miron Barnovschi (1x)         |                   | 23.01.1626 | —      | VI.1629    | cca. 1590         | 2 iulie 1633       | Movilă        |                                                        |
| 75. | Alexandru al V-lea            | Alexandru Coconul | VI.1629    | —      | IV.1630    | 14 august 1611    | 26 iunie 1632      | Drăculeștilor |                                                        |
| 76. | → Moise Movilă (1x)           |                   | 28.04.1630 | —      | XI.1631    | 1596              | 1661               | Movilă        |                                                        |
| 77. | → Alexandru Iliaș (2x)        |                   | 05.12.1631 | —      | IV.1633    |                   |                    | Mușatinilor   |                                                        |
| 78. | → Miron Barnovschi (2x)       |                   | 03.05.1633 | —      | 02.07.1633 |                   |                    | Movilă        |                                                        |
| 79. | → Moise Movilă (2x)           |                   | 05.07.1633 | —      | IV.1634    |                   |                    | Movilă        |                                                        |
| 80. | Vasile Lupu (1x)              |                   | IV.1634    | —      | 13.04.1653 | cca. 1595         | 1661               | Lupu          |                                                        |
| 81. | Gheorghe Ștefan (1x)          |                   | 13.04.1653 | —      | 08.05.1653 | dată necunoscută  | 1668               |               |                                                        |
| 82. | → Vasile Lupu (2x)            |                   | 08.05.1653 | —      | 16.07.1653 |                   |                    | Lupu          |                                                        |
| 83. | → Gheorghe Ștefan (2x)        |                   | 16.07.1653 | —      | 13.03.1658 |                   |                    |               |                                                        |
| 84. | Gheorghe Ghica                |                   | 13.03.1659 | —      | 02.11.1659 | 3 martie 1600     | 2 noiembrie 1664   | Ghica         |                                                        |
| 85. | Constantin Șerban (1x)        |                   | X.1659     | —      | XI.1659    | Înainte de 1620   | 1685               | Șerban        |                                                        |
| 86. | Ștefăniță Lupu (1x)           | Papură-Vodă       | 01.12.1659 | —      | I.1661     | 1641              | 29 septembrie 1661 | Lupu          |                                                        |
| 87. | → Constantin Șerban (2x)      |                   | 31.01.1661 | —      | II.1661    |                   |                    | Șerban        |                                                        |
| 88. | → Ștefăniță Lupu (2x)         | Papură-Vodă       | 27.02.1661 | —      | 29.09.1661 |                   |                    | Lupu          |                                                        |
| 89. | Eustratie Dabija              |                   | 29.09.1661 | —      | 21.09.1665 | dată necunoscută  | 21 septembrie 1665 | Dabija        |                                                        |
| Căimăcămie: octombrie — noiembrie 1665                                                                         |                               |                   |            |        |            |                   |                    |               |                                                        |
| 90. | Gheorghe Duca (1x)            |                   | XI.1665    | —      | V.1666     | 1620              | 31 martie 1685     | Ducas         |                                                        |
| 91. | Iliaș Alexandru               |                   | 21.05.1666 | —      | 08.11.1668 | cca. 1635         | 1675               | Mușatinilor   | A fost ultimul Mușatin.                                |
| 92. | → Gheorghe Duca (2x)          |                   | XI.1668    | —      | 10.08.1672 |                   |                    | Ducas         | Rebel: Mihalcea Hâncu: decembrie 1671 - ianuarie 1672. |
| 93. | Ștefan Petriceicu (1x)        |                   | 20.08.1672 | —      | XI.1673    | dată necunoscută  | 1690               | Petriceicu    |                                                        |
| 94. | Dumitrașcu Cantacuzino (1x)   |                   | XI.1673    | —      | XI.1673    | 1620              | 1686               | Cantacuzino   |                                                        |
| 95. | → Ștefan Petriceicu (2x)      |                   | XII.1673   | —      | 22.02.1674 |                   |                    | Petriceicu    |                                                        |
| 96. | → Dumitrașcu Cantacuzino (2x) |                   | II.1674    | —      | 10.11.1675 | 1620              | 1686               | Cantacuzino   |                                                        |
| 97. | Antonie Ruset                 |                   | 10.11.1675 | —      | XI.1678    | cca. 1615         | 1685               | Rosetti       |                                                        |
| 98. | → Gheorghe Duca (3x)          |                   | XI.1678    | —      | 25.12.1683 |                   |                    | Ducas         |                                                        |
| 99. | → Ștefan Petriceicu (3x)      |                   | 25.12.1683 | —      | III.1684   |                   |                    | Petriceicu    |                                                        |
| 100. | → Dumitrașcu Cantacuzino (3x) |                   | 08.02.1684 | —      | 25.06.1685 |                   |                    | Cantacuzino   |                                                        |
| Căimăcămie (Ion Racoviță vornicul): mai — iunie 1685                                                           |                               |                   |            |        |            |                   |                    |               |                                                        |
| 101. | Constantin Cantemir           |                   | 25.06.1685 | —      | 13.03.1693 | 8 noiembrie 1612  | 13 martie 1693     | Cantemirești  |                                                        |
| 102. | Dimitrie Cantemir (1x)        |                   | 18.03.1693 | —      | IV.1693    | 26 octombrie 1673 | 21 august 1723     | Cantemirești  |                                                        |
| 103. | Constantin Duca (1x)          |                   | IV.1693    | —      | 18.12.1695 | dată necunoscută  | 1704               | Ducas         |                                                        |
| Căimăcămie (Tudosie Dubău logofăt, Bogdan hatmanul, Iordache Ruset vistiernic): decembrie 1695 — ianuarie 1696 |                               |                   |            |        |            |                   |                    |               |                                                        |
| 104. | Antioh Cantemir (1x)          |                   | 18.12.1695 | —      | 25.09.1700 | 4 decembrie 1671  | 1726               | Cantemirești  |                                                        |

### Secolul al XVIII-lea
| N | Nume                            | Supranumit | Domnie     | Domnie | Domnie     | Născut     | Decedat    | Dinastia     | Cometariu |
| --- | ------------------------------- | ---------- | ---------- | ------ | ---------- | ---------- | ---------- | ------------ | --------- |
| 105. | → Constantin Duca (2x)          |            | 12.09.1700 | —      | 26.07.1703 |            |            | Ducas        |           |
| Căimăcămie (Ioan Buhuș logofăt): iunie — septembrie 1703                                                                    |                                 |            |            |        |            |            |            |              |           |
| 106. | Mihai Racoviță (1x)             |            | 04.10.1703 | —      | 13.02.1705 | cca. 1660  | VII.1744   | Racoviță     |           |
| Căimăcămie (Lupu Bogdan vornicul): februarie — martie 1705                                                                  |                                 |            |            |        |            |            |            |              |           |
| 107. | → Antioh Cantemir (2x)          |            | 23.02.1705 | —      | 31.07.1707 |            |            | Cantemirești |           |
| Căimăcămie (Iordache Ruset vornicul, Ion Neculce spătar, Ilie Cantacuzino fost vistier, Ilie Catargiul vistier): iulie 1707 |                                 |            |            |        |            |            |            |              |           |
| 108. | → Mihai Racoviță (2x)           |            | 31.07.1707 | —      | 28.10.1709 |            |            | Racoviță     |           |
| Căimăcămie (în frunte cu Ioan Buhuș logofăt): octombrie — decembrie 1709                                                    |                                 |            |            |        |            |            |            |              |           |
| 109. | Nicolae Mavrocordat (1x)        |            | 17.11.1709 | —      | 21.11.1710 | 03.05.1680 | 03.09.1730 | Mavrocordat  |           |
| Căimăcămie (în frunte cu Iordache Ruset vornicul): noiembrie 1710                                                           |                                 |            |            |        |            |            |            |              |           |
| 110. | → Dimitrie Cantemir (2x)        |            | 04.12.1710 | —      | 22.07.1711 |            |            | Cantemirești |           |
| Căimăcămie (Lupu Costachi vornic, Maxut postelnic, Antioh Jora hatman): august — septembrie 1711                            |                                 |            |            |        |            |            |            |              |           |
| Căimăcămie (Ioan Mavrocordat): septembrie — noiembrie 1711                                                                  |                                 |            |            |        |            |            |            |              |           |
| 111. | → Nicolae Mavrocordat (2x)      |            | 08.11.1711 | —      | 05.01.1716 |            |            | Mavrocordat  |           |
| 112. | → Mihai Racoviță (3x)           |            | 05.01.1715 | —      | 07.10.1726 |            |            | Racoviță     |           |
| Căimăcămie (Constantin Costache spătar, Sandu Sturza ban): septembrie — 5 octombrie 1726                                    |                                 |            |            |        |            |            |            |              |           |
| 113. | Grigore al II-lea Ghica (1x)    |            | 05.10.1726 | —      | 16.04.1733 | 1695       | 03.09.1752 | Ghica        |           |
| 114. | Constantin Mavrocordat (1x)     |            | 16.04.1733 | —      | 27.11.1735 | 27.02.1711 | 15.12.1769 | Mavrocordat  |           |
| 115. | → Grigore al II-lea Ghica (2x)  |            | 27.11.1735 | —      | 13.09.1739 |            |            | Ghica        |           |
| Stăpânirea militară rusească (feldmareșalul Münich): 13 septembrie — 24 octombrie 1739                                      |                                 |            |            |        |            |            |            |              |           |
| 116. | → Grigore al II-lea Ghica (3x)  |            | 24.10.1739 | —      | 10.09.1741 |            |            | Ghica        |           |
| 117. | → Constantin Mavrocordat (2x)   |            | 16.09.1741 | —      | 29.07.1743 |            |            | Mavrocordat  |           |
| 118. | Ioan N. Mavrocordat             |            | 29.06.1743 | —      | V.1747     | 12.03.1712 | 29.07.1747 | Mavrocordat  |           |
| 119. | → Grigore al II-lea Ghica (4x)  |            | V.1747     | —      | IV.1748    |            |            | Ghica        |           |
| 120. | → Constantin Mavrocordat (3x)   |            | IV.1748    | —      | 31.08.1749 |            |            | Mavrocordat  |           |
| Căimăcămie (Iordache Stavrachi): august — decembrie 1749                                                                    |                                 |            |            |        |            |            |            |              |           |
| 121. | Constantin Racoviță (1x)        |            | 31.08.1749 | —      | 14.06.1753 | 1699       | 28.01.1764 | Racoviță     |           |
| 122. | Matei Ghica                     |            | 03.07.1753 | —      | 19.02.1756 | 1728       | 19.02.1756 | Ghica        |           |
| 123. | → Constantin Racoviță (2x)      |            | 11.03.1756 | —      | 20.03.1757 |            |            | Racoviță     |           |
| Căimăcămie (Dumitrașcu Sturza spătar): martie 1757                                                                          |                                 |            |            |        |            |            |            |              |           |
| 124. | Scarlat Ghica                   |            | 02.03.1757 | —      | 07.08.1758 | 1715       | 02.12.1766 | Ghica        |           |
| Căimăcămie (Vidale): august 1758                                                                                            |                                 |            |            |        |            |            |            |              |           |
| 125. | Ioan Teodor Callimachi          |            | 07.08.1758 | —      | 11.06.1761 | 1690       | 1780       | Callimachi   |           |
| 126. | Grigore Callimachi (1x)         |            | 11.06.1761 | —      | 29.03.1764 | 1735       | 09.09.1769 | Callimachi   |           |
| 127. | Grigore al III-lea Ghica (1x)   |            | 14.03.1764 | —      | 23.01.1767 | 1724       | 12.10.1779 | Ghica        |           |
| 128. | → Grigore Callimachi (2x)       |            | 03.02.1767 | —      | 14.06.1769 |            |            | Callimachi   |           |
| 129. | → Constantin Mavrocordat (4x)   |            | 29.06.1769 | —      | 15.12.1769 |            |            | Mavrocordat  |           |
| Stăpânirea militară rusească (feldmareșalul P. A. Rumianțev): septembrie 1769 — ianuarie 1775                               |                                 |            |            |        |            |            |            |              |           |
| 130. | → Grigore al III-lea Ghica (2x) |            | IX.1774    | —      | 12.10.1777 |            |            | Ghica        |           |
| 131. | Constantin Moruzi               |            | X.1777     | —      | 08.06.1782 | 1730       | 01.05.1787 | Moruzi       |           |
| 132. | Alexandru I Mavrocordat         | Deli-bei   | 08.06.1782 | —      | 12.01.1785 | 1742       | 27.03.1812 | Mavrocordat  |           |
| 133. | Alexandru al II-lea Mavrocordat | Firaris    | 12.01.1785 | —      | 14.12.1786 | 01.07.1754 | 08.02.1819 | Mavrocordat  |           |
| 134. | Alexandru Vodă Ipsilanti        |            | XII.1786   | —      | 19.04.1788 | 1726       | 13.01.1807 | Ipsilanti    |           |
| Stăpânirea militară austriacă: 1787 — iulie 1791                                                                            |                                 |            |            |        |            |            |            |              |           |
| 135. | Manole Giani Ruset              |            | 11.05.1788 | —      | X.1788     | 1715       | 08.03.1794 | Rosetti      |           |
| Stăpânirea militară rusească: octombrie 1788 — martie 1792                                                                  |                                 |            |            |        |            |            |            |              |           |
| Stăpânirea militară austriacă: noiembrie 1789 — iulie 1791                                                                  |                                 |            |            |        |            |            |            |              |           |
| 136. | Alexandru Moruzi (1x)           |            | III.1792   | —      | I.1793     | 1750       | 1816       | Moruzi       |           |
| 137. | Mihai Suțu                      |            | 10.01.1793 | —      | 06.05.1795 | 1730       | 1803       | Suțu         |           |
| 138. | Alexandru Callimachi            |            | 06.05.1795 | —      | III.1799   | 1737       | 24.12.1821 | Callimachi   |           |
| 139. | Constantin Ipsilanti (1x)       |            | 08.03.1799 | —      | 04.07.1801 | 1760       | 16.06.1816 | Ipsilanti    |           |

### Secolul al XIX-lea
| N | Nume                                            | Supranumit | Domnie     | Domnie | Domnie     | Născut     | Decedat    | Dinastia   | Cometariu                                                                                           |
| --- | ----------------------------------------------- | ---------- | ---------- | ------ | ---------- | ---------- | ---------- | ---------- | --------------------------------------------------------------------------------------------------- |
| 140. | Alexandru Suțu                                  |            | 10.07.1801 | —      | 01.10.1802 | 1758       | 21.01.1821 | Suțu       | |
| Căimăcămie (în frunte cu Iordache Canta logofăt): septembrie — octombrie 1802 |                                                 |            |            |        |            |            |            |            | |
| 141. | → Alexandru Moruzi (2x)                         |            | 04.10.1802 | —      | VIII.1806  |            |            | Moruzi     | |
| 142. | Scarlat Callimachi (1x)                         |            | 24.08.1806 | —      | 26.10.1806 | 1773       | 24.12.1821 | Callimachi | |
| 143. | → Alexandru Moruzi (3x)                         |            | 17.10.1806 | —      | 19.03.1807 |            |            | Moruzi     | |
| Stăpânirea militară rusească (comandant general Ivan Ivanovici Michelson): noiembrie 1806 — mai 1812 |                                                 |            |            |        |            |            |            |            | |
| 144. | → Constantin Ipsilanti (2x)                     |            | XII.1806   | —      | VIII.1807  |            |            | Ipsilanti  | Considerat domn în Moldova și în Țara Românească, sub autoritate rusească.                          |
| 145. | Alexandru Hangerli                              |            | 07.03.1807 | —      | 24.07.1807 | 1768       | 12.06.1854 | Hangerli   | |
| 146. | → Scarlat Callimachi (2x)                       |            | 04.08.1807 | —      | 13.06.1810 |            |            | Callimachi | Domn din partea turcilor, nu vine în Moldova.                                                       |
| Căimăcămie (Iordache Ruset-Roznovanu): decembrie 1806 |                                                 |            |            |        |            |            |            |            | |
| Căimăcămie (Veniamin Costache): ianuarie 1807 — iulie 1812 |                                                 |            |            |        |            |            |            |            | |
| 147. | → Scarlat Callimachi (3x)                       |            | 17.09.1812 | —      | VI.1819    |            |            | Callimachi | |
| Căimăcămie (Manu postelnic, Rizo postelnic): iunie — septembrie 1819 |                                                 |            |            |        |            |            |            |            | |
| 148. | Mihail Suțu                                     |            | 12.06.1819 | —      | 29.03.1821 |            |            | Suțu       | |
| 149. | Eteria condusă de Alexandru Ipsilanti Eteristul | Eteristul  | II.1821    | —      | III.1821   | 12.12.1792 | 31.01.1828 | Ipsilanti  | |
| Căimăcămie (Veniamin Costache): martie — mai 1821 |                                                 |            |            |        |            |            |            |            | |
| Căimăcămie (Ștefan Vogoride): toamna 1821 — iulie 1822 |                                                 |            |            |        |            |            |            |            | |
| Stăpânirea turcească: mai 1821 — iulie 1822 |                                                 |            |            |        |            |            |            |            | |
| 150. | Ioniță Sandu Sturdza                            |            | IX.1822    | —      | IV.1828    | cca. 1760  | 02.02.1842 | Sturza     | |
| Stăpânirea militară rusească: aprilie 1828 — aprilie 1834 (Generalul Fiodor Petrovici Pahlen: februarie 1828 — noiembrie 1829, Generalul Pavel Kiseleff: noiembrie 1829 — aprilie 1834), Vicepreședinți în Moldova: Minciaki, urmat de Mircovici |                                                 |            |            |        |            |            |            |            | |
| 151. | Mihail Sturza                                   |            | IV.1834    | —      | VI.1849    | 24.04.1794 | 08.05.1884 | Sturza     | |
| 152. | Grigore Alexandru Ghica (1x)                    |            | V.1849     | —      | X.1853     | 27.08.1804 | 24.08.1857 | Ghica      | |
| Stăpânirea militară rusească: octombrie 1853 — septembrie 1854 |                                                 |            |            |        |            |            |            |            | |
| 153. | → Grigore Alexandru Ghica (2x)                  |            | X.1854     | —      | 03.06.1856 |            |            | Ghica      | |
| Consiliul administrativ extraordinar: iulie 1856 |                                                 |            |            |        |            |            |            |            | |
| Căimăcămie (Teodor Balș): iulie 1856 — 1 martie 1857 |                                                 |            |            |        |            |            |            |            | |
| Căimăcămie (Nicolae Vogoride): februarie 1857 — octombrie 1858 |                                                 |            |            |        |            |            |            |            | |
| Căimăcămie de trei (Ștefan Catargi înlocuit cu I. A. Cantacuzino, Vasile Sturdza, Anastasie Panu): octombrie 1858 — 17 ianuarie 1859 |                                                 |            |            |        |            |            |            |            | |
| 154. | Alexandru Ioan Cuza                             |            | 17.01.1859 | —      | 05.02.1862 | 20.03.1820 | 15.05.1873 | Cuza       | Din 1859, a condus și în Țara Românească, dar cele două țări nu au fost unite oficial până în 1862. |
| În 1862, cele două principate au fost unite. Cuza rămâne la putere până în 1866. |                                                 |            |            |        |            |            |            |            | |